# 451138 Rizvanov
451138 Rizvanov è un asteroide della fascia principale. Scoperto nel 2009, presenta un'orbita caratterizzata da un semiasse maggiore pari a 3,1059031 au e da un'eccentricità di 0,0916840, inclinata di 9,61322° rispetto all'eclittica.